# Кубок Вірменії з футболу 2007
Кубок Вірменії з футболу 2007 — 16-й розіграш кубкового футбольного турніру у Вірменії. Володарем кубка вдруге став Бананц.

## Перший раунд
Перші матчі відбулися 21-22 березня, а матчі-відповіді — 31 березня і 1 квітня 2007 року.
| Команда 1         | Заг. | Команда 2           | 1-й матч | 2-й матч |
| ----------------- | ---- | ------------------- | -------- | -------- |
| Бананц            | 8:1  | Динамо (Єреван) (2) | 5:0      | 3:1      |
| Ширак             | 3:0  | Міка-2 (2)          | 2:0      | 1:0      |
| Пюнік-2 (2)       | 0:3  | Арарат              | 0:2      | 0:1      |
| Кілікія           | 7:4  | Бананц-2 (2)        | 3:2      | 4:2      |
| Арарат-2 (2)      | 0:4  | Уліссес             | 0:2      | 0:2      |
| Гандзасар (Капан) | 1:2  | Бентоніт (2)        | 1:0      | 0:2      |

## Чвертьфінали
Перші матчі відбулися 5-6 квітня, а матчі-відповіді — 10 квітня 2007 року.
| Команда 1 | Заг. | Команда 2    | 1-й матч | 2-й матч |
| --------- | ---- | ------------ | -------- | -------- |
| Бананц    | 11:2 | Кілікія      | 5:1      | 6:1      |
| Міка      | 5:2  | Ширак        | 4:1      | 1:1      |
| Пюнік     | 8:2  | Бентоніт (2) | 4:0      | 4:1      |
| Арарат    | 4:1  | Уліссес      | 2:0      | 2:1      |

## Півфінали
Перші матчі відбулися 18 квітня, а матчі-відповіді — 1 травня 2007 року.
| Команда 1 | Заг. | Команда 2 | 1-й матч | 2-й матч |
| --------- | ---- | --------- | -------- | -------- |
| Арарат    | 2:1  | Пюнік     | 1:0      | 1:1      |
| Бананц    | 2:1  | Міка      | 1:0      | 1:1      |

## Фінал
| 9 травня 2007 |

| Бананц                           | 3:1 дч | Арарат       |
| -------------------------------- | ------ | ------------ |
| Мурадян 80', 117' Барегамян 108' |        | Піззеллі 33' |

| Республіканський стадіон імені Вазгена Саркісяна, Єреван Глядачів: 6 000 Арбітр: Карен Налбандян |